# Nick Harvey (Schauspieler)
Nicholas „Nick“ Stuart Harvey (* 17. August 1955 in Gosford, New South Wales) ist ein australischer Schauspieler.

## Leben
Harvey wurde am 17. August 1955 als Nicholas Stuart Harvey in Gosford, New South Wales, Australien, geboren. Seine Mutter wurde auf einem Schafgrundstück in Hill End geboren. Als er drei Jahre alt war, trennten sich seine Eltern und er wuchs bei seinen Großeltern mütterlicherseits auf derselben Farm auf. Während seiner Kindheit besuchte er mehrere Grundschulen und fand später den Weg ans Echuca Technical College in Victoria. Dort wohnte er wieder bei seiner Mutter, die erneut geheiratet hatte und sich dort niedergelassen hatte. Mit vierzehneinhalb Jahren brach er die Schule ab und übernahm Tätigkeiten als Dienstbote in den örtlichen Schafschurställen. Er geriet auf die schiefe Bahn und fiel durch massiven Alkoholkonsum auf. Er begann mit dem Boxen und hatte mehrere kurzfristige Beziehungen. Er kam mehrmals mit dem Gesetz in Konflikt. Nach einer Schlägerei wurde er zur Strafe in die Australian Army eingezogen. Es folgte ein Aufenthalt in Vietnam. Nach dieser Zeit zog es ihn nach London, wo er eine Schauspiellaufbahn anstrebte.
Ab den 1970er Jahren wirkte er in Fernsehserien mit. Später kamen erste Nebenrollen dazu. Er übernahm überwiegend Rollen in Fernsehfilmen wie 2007 in Mega Snake, 2008 in War Inc. – Sie bestellen Krieg: Wir liefern, Copperhead und Cyclops, 2009 mit einer größeren Rolle in Die unglaubliche Reise des Sir Francis Drake, in Star Runners und Die Geisterstadt.

## Filmografie (Auswahl)
- 1978: The Truckies (Fernsehserie)
- 1979: Twenty Good Years (Fernsehserie)
- 1980: The Club
- 1981: I Can Jump Puddles (Mini-Serie, Episode 1x07)
- 1983: Home (Fernsehserie, 2 Episoden)
- 1983: Prisoner (Fernsehserie, Episode 5x17)
- 2004: Breakwater (Kurzfilm)
- 2007: Mega Snake (Fernsehfilm)
- 2008: War Inc. – Sie bestellen Krieg: Wir liefern (War, Inc.)
- 2008: Copperhead (Fernsehfilm)
- 2008: Cyclops (Fernsehfilm)
- 2009: Die unglaubliche Reise des Sir Francis Drake (The Immortal Voyage of Captain Drake) (Fernsehfilm)
- 2009: Star Runners (Fernsehfilm)
- 2009: Die Geisterstadt (Ghost Town) (Fernsehfilm)